# Clonidina
La clonidina è un farmaco classificato come agonista dei recettori α2-adrenergici che esplica la propria azione a livello centrale determinando di conseguenza una vasodilatazione periferica prevalentemente arteriolare. È utilizzato principalmente come antipertensivo, derivato imidazolinico.
Ulteriori effetti del farmaco, recentemente scoperti, sono quelli inerenti al trattamento di alcune neuropatie, della tossicodipendenza da oppioidi, della sudorazione notturna e per il controllo degli effetti collaterali prodotti da farmaci stimolanti come il metilfenidato o l'anfetamina. Inoltre viene sempre maggiormente usato per curare l'insonnia e i sintomi menopausali. In associazione agli stimolanti o come monoterapia viene utilizzato per il trattamento del disturbo da deficit di attenzione/iperattività (ADHD); è inoltre usato nel trattamento della sindrome di Tourette.
È stato dimostrato in un gruppo di pazienti con gravi lesioni del midollo spinale che, con somministrazione di Clonidina, si è avuto un incremento delle capacità di eseguire movimenti di deambulazione su piattaforma mobile (tipo tapis roulant).
La clonidina è disponibile in compresse per o.s., in cerotti transdermici o in forma iniettabile per via epidurale o endovenosa.

## Uso clinico
L'uso principale della clonidina è quello relativo al trattamento dell'ipertensione. 
La stimolazione di alcuni recettori cerebrali (alfa adrenergici) con conseguente rilassamento dei vasi sanguigni in altri distretti del corpo, determina il suo effetto antipertensivo. Nello specifico, la molecola agisce in maniera selettiva sui recettori pre-sinaptici alfa-2 del centro vasomotore del sistema nervoso centrale; questo legame recettoriale inibisce la produzione di norepinefrina, abbassando così i livelli del flusso simpatico e facendo in modo così che prevalga l'attività parasimpatica.

### Effetti collaterali
La clonidina può provocare effetti collaterali, legati principalmente all'interferenza col sistema nervoso centrale.
Molto comuni (>10%): 
- vertigine
- Ipotensione ortostatica
- Sonnolenza (dose dipendente)
- Xerostomia
- Mal di testa (dose dipendente)
- Fatica
- Reazioni cutanee (somministrazione transcutanea)
- Ipotensione

Comuni (1-10%):
- Ansia
- Costipazione
- Sedazione (dose dipendente)
- Nausea/emesi
- Malessere
- Alterazioni nei test di funzionalità epatica
- Rash
- Variazioni di peso
- Dolore sotto l'orecchio (ghiandola salivare)
- Disfunzioni erettili

Non comuni (0, 1-1%):
- Percezioni deliranti
- Allucinazioni
- Incubi
- Parestesie
- Bradicardia sinusale
- Fenomeno di Raynaud
- Prurito
- Orticaria

Rari (<0,1%):
- Ginecomastia
- Incapacità di piangere
- Blocco atrioventricolare
- Secchezza nasale
- Pseudo-ostruzione colica
- Alopecia
- Iperglicemia